# Kibatalia blancoi
Kibatalia blancoi là một loài thực vật có hoa trong họ La bố ma. Loài này được (Rolfe ex Stapf) Merr. mô tả khoa học đầu tiên năm 1920.